# Archers of Loaf
Archers of Loaf es una banda estadounidense de indie rock formada en Chapel Hill, Carolina del Norte, en 1991. El grupo lanzó cuatro álbumes de estudio, una compilación, numerosos sencillos y EP, y un álbum en vivo lanzado después de que la banda se separara en 1998. En 2011 la banda inició una gira de reencuentro que coincidió con la reedición de sus álbumes por Merge Records.

## Trayectoria

### Primera formación
El cantante y guitarrista Eric Bachmann, el guitarrista Eric Johnson, el bajista Matt Gentling y el baterista Mark Price, todos originarios de Asheville, Carolina del Norte, formaron Archers of Loaf a principios de la década de 1990. Bachmann estudiaba saxofón en la Appalachian State University antes de dejarlo "porque no quería ser director de banda en una escuela preparatoria".
Su lanzamiento inicial fue el sencillo "Wrong"/"South Carolina" en 1992, que se regaló con el primer número de la revista Stay Free! La banda firmó con Alias Records y lanzó su segundo sencillo "Web in Front" en febrero de 1993, que recibió atención de la radio universitaria. La canción apareció en un episodio de la quinta temporada de la serie Beavis and Butt-Head, y se incluyó en la banda sonora de la película Mallrats en 1995. Archers of Loaf lanzó su primer álbum, Icky Mettle, en septiembre de 1993. Fue muy bien recibido, ocupando el puesto 32 en la lista "Los 100 mejores álbumes de la década de 1990" de la revista Pitchfork.
En 1995 lanzaron su segundo álbum, Vee Vee. El álbum contó con la canción "Harnessed in Slums", que fue un éxito en la radio universitaria y también atrajo la atención fuera de la escena independiente, culminando con una oferta de Maverick Records, una división de Warner Music Group. Escribiendo para la encuesta Pazz & Jop, Robert Christgau lo nombró el segundo mejor álbum del año. En 1995, la banda tuvo su apertura de gira de más alto perfil hasta entonces, con Weezer. En 1996, la banda lanzó The Speed of Cattle, una colección de caras B, sencillos y pistas de sesiones con John Peel. Su tercer álbum de estudio, All the Nation's Airports de 1996, se consideró más accesible que sus lanzamientos anteriores y fue distribuido por Elektra Records (aunque la banda continuaba firmada con Alias Records). El álbum se grabó en Seattle, Washington y tardó tres semanas en completarse, la mayor cantidad de tiempo en el estudio que habían empleado hasta entonces. Su último disco, White Trash Heroes, fue lanzado en 1998. El estilo del álbum se desvió drásticamente de los anteriores y recibió respuestas mixtas de los críticos. Poco después la banda se separó.

### Proyectos de ruptura y reencuentro
Eric Bachmann pasó a varios proyectos en solitario como Barry Black y la banda Crooked Fingers. Matt Gentling estuvo de gira con otra banda de Carolina del Norte, Superchunk, así como una breve temporada como bajista en vivo de Band of Horses. El 15 de enero de 2011, Archers of Loaf se reunieron para tocar en The Cat's Cradle en Carrboro, Carolina del Norte, abriendo para el acto local The Love Language. El 29 de mayo se presentaron en el Festival de Música Sasquatch! en Seattle, que fue grabado para su transmisión y archivo por NPR Music y KEXP-FM. La banda fue elegida por Les Savy Fav para actuar en el festival ATP Nightmare Before Christmas que co-curaron en diciembre de 2011 en Minehead, Inglaterra. El 25 de junio de 2011, interpretaron su canción "Wrong" en Late Night con Jimmy Fallon de NBC. La banda continuó de gira a lo largo de 2012 y Merge Records reeditó su catálogo anterior.
Bachmann ha declarado en entrevistas que sus pensamientos en torno a la banda y su material más antiguo han cambiado con el tiempo: "Esencialmente, antes, cuando era un chico de veinte años tocando esas cosas, conseguí esa sensación de satisfacción o poder. Me sentía seguro jugando frente a la gente", dijo. "La recompensa que obtengo ahora es que salgo y la gente está disfrutando al escucharlo. Mi relación tuvo que cambiar con las canciones, y en ese sentido me gustan todas". Cuando se le preguntó sobre los planes futuros de la banda, Bachmann no descartó un nuevo álbum, pero señaló que no era algo que estuviera en el horizonte inmediato: "Lo peor que podría hacer [Archers of Loaf] es forzar algo y hacer que sea una mala versión de algo que ya hicimos. Tendrá que ser un paso adelante. No quiero recrear a un niño de veinticinco años escribiendo las canciones que haría ahora con esos otros tres tipos, así que tendríamos que pensar en eso. Es muy bueno trabajar con ellos, de esa manera. No está fuera de discusión, porque todos pensamos de la misma manera. Nadie quiere hacer 'Icky Mettle 2'".
Un documental de concierto en vivo What Did You Expect?, que captura las presentaciones de la banda en The Cat's Cradle fue lanzado en 2012. En 2015, la banda lanzó el álbum en vivo Curse of the Loaf. En una entrevista de 2018, Bachmann dijo que todos los miembros de Archers of Loaf están de acuerdo con la idea de grabar un nuevo álbum. El 20 de febrero de 2020, lanzaron digitalmente "Raleigh Days", su primera canción desde 1998.

## Discografía

### Álbumes de estudio
- Icky Mettle (Alias, 1993; Merge, 2011)
- Vee Vee (Alias, 1995; Merge, 2012)
- All the Nations Airports (Alias, 1996; Merge, 2012)
- White Trash Heroes (Alias, 1998; Merge, 2012)

### EPs
- Vs the Greatest of All Time (Alias, 1994)
- The Speed of Cattle (Alias, 1996)
- Vitus Tinnitus (Alias, 1997)
- Seconds Before the Accident (Alias, 2000)
- Curse of the Loaf (ARRA, 2015)

### Singles
- "Wrong"/"South Carolina" (Stay Free, 1992)
- The Loaf's Revenge (contiene "Web In Front"/"Bathroom"/"Tatyana") (Alias, 1993)
- Might (Alias, 1993)
- The Results After the Loaf's Revenge (contiene "What Did You Expect?"/"Ethel Merman") (Merge, 1994)
- "Telepathic Traffic"/"Angel Scraper" con la banda Monsterland, (Radiopaque, 1994)
- "Funnelhead"/"Quinnbeast" con la banda Treepeople, (Sonic Bubblegum, 1994)
- "Harnessed in Slums"/"Telepathic Traffic" (Alias, 1995)
- "Mutes in the Steeple"/Smoking Pot in the Hot City" (Esther, 1995)
- "Vocal Shrapnel"/"Density" (Alias, 1996)
- "Jive Kata" (Alias, 1997)
- "Raleigh Days" (Merge, 2020)
- "Talking Over Talk"/"Cruel Reminder" (Merge, 2020)
- "Street Fighting Man" (Merge, 2020)